# Toonofilia
Toonofilia ou esquediafilia (também chamada de schediafilia) é um dos termos parafílico, do grupo da fictofilia, que define a orientação sexual de um adulto apenas por personagens fictícios de quadrinhos, desenhos animados ou videojogos. Toonofilia é composta por Toon (desenho, geralmente cartoon) e filia (amor). As pessoas portadoras dessa parafilia são conhecidas por Toonofilos. 

## Diferenças entre Toonofilia eNijikon
Nijikon aplica-se a um personagem de oriente. Enquanto que toonofilia aplica-se a personagens da Europa e do ocidente, ou seja, de cartoon. Deste modo, entram as duas no mesmo tema, embora no Japão, muito por conta dessa cultura se ter fortalecido com o passar dos anos, o termo nijikon foi criado exclusivamente para mangás e animes.

## A 'Toonofilia' e os fins pornográficos
O tema da Toonofilia é um assunto controverso e enfurecedor que tem sido criticado em vários lugares do oriente, por também possuir moral aos atos de erotismo, visto esse tipo de pessoas revelarem ter atração sexual pelos personagens. Como a Toonofilia equivale a personagem de qualquer idade e é aplicada em desenhos animados e o fã ou o artista também pode desenhar a personagem que está apaixonado, o tema da pornografia infantil foi lembrado e nos últimos anos tem sido tema de várias discussões do governo, especialmente no Japão (onde vários mangás tiverem lançamentos cancelados por essa mesma razão).

### Termos da lei
É importante ressaltar que no Brasil o assunto de legalidade é controverso, mas segundo as leis brasileiras atuais não é ilegal, baseado na nota técnica número 11/2017/PFDC/MPF. Na página 26 o texto afirma: "Por outro lado, desenhos e outras representações gráficas não realistas, por mais ofensivas que sejam não constituem ilícito penal em nosso ordenamento jurídico." 
Em Portugal, embora o tema também já tenha sido discutido, ainda não foi listada uma punição. De acordo com o governo do país: "Cabem no conceito de pornografia virtual os materiais pornográficos, com comportamento sexualmente explícito, que utilizem na sua produção uma pessoa maior de idade mas que aparenta ser menor, assim como aqueles em cuja produção não se recorre a pessoas reais, pelo que a realização depende inteiramente de outros meios (animações geradas por computador, banda desenhada, etc.)".

## Tratamento
Embora não haja um tratamento para esses casos, há breves explicações da sua causa e de como identificar pessoas assim. Ao contrário dos adultos, crianças com menos de 16 anos não são dadas como toonofilas, visto essas fantasias serem naturais da idade. A parafilia costuma ser criada por amantes de ilustração infantil, geralmente em locais isolados. "Não estou interessado em ficar com mais ninguém porque já estou noivo de uma pessoa" é o comentário mais ouvido por pessoas que sofrem dessa parafilia. De acordo com os psicanalistas, "Estar com uma personagem fictícia é mais fácil, visto um vinculo afetivo não ser gerado".